# Пеумус
Пеумус больдо, или Болдо (лат. Peumus boldus) — вид вечнозеленых деревьев, единственный представитель монотипного рода двудольных растений, входящий в семейство Монимиевые (Monimiaceae). 
В природе ареал вида охватывает центральные районы Чили и Аргентины между 33 и 40 градусами южной широты.

## Биологическое описание
Вечнозелёное дерево высотой до 7 м, во всех частях сильно пряно пахнущее; в культуре часто растет кустом.
Листорасположение супротивное. Листья эллиптические, на конце закруглённые, с клиновидным основанием; поверхность листьев несколько бугристая, сверху и снизу покрытая пузыречкообразными выпуклостями (папулами), несущими пучки мельчайших, волосков. Черешок очень короткий. 
Цветки раздельнополые, в коротких метельчатых конечных и пазушных соцветиях. Тычиночные цветки с 10—12 листочками околоцветника, расположенными в 2—3 ряда, из которых внутренние более лепесткообразные; тычинок много, спирально расположенных на внутренней поверхности чашевидного цветоложа; пыльники раскрываются продольными трещинами. Пестичные цветки несколько мельче тычиночных, с немногими маленькими стаминодиями и большей частью многочисленными свободными пестиками. Цветоложе пестичных цветков после цветения делается мясистым.

## Использование
Листья (Folia Boldo) употребляются в медицине. Древесина отличается большой твёрдостью. Кора содержит много дубильных веществ. Спелые плоды съедобны.
Растение содержит изохинолиновый алкалоид болдин, обладающий противокашлевой активностью.
Листья растения, имеющие сильный древесный и слабый камфорный аромат, используются в странах Южной Америки в кулинарных целях в качестве приправы и для приготовления травяного чая.

## Синонимы
- Boldea boldus (Molina) Looser
- Boldea fragrans (Ruiz & Pav.) Gay
- Boldu chilanum Nees
- Boldu chilensis Schult. & Schult.f.
- Peumus fragrans Ruiz & Pav.